# انتخابات رئاسية

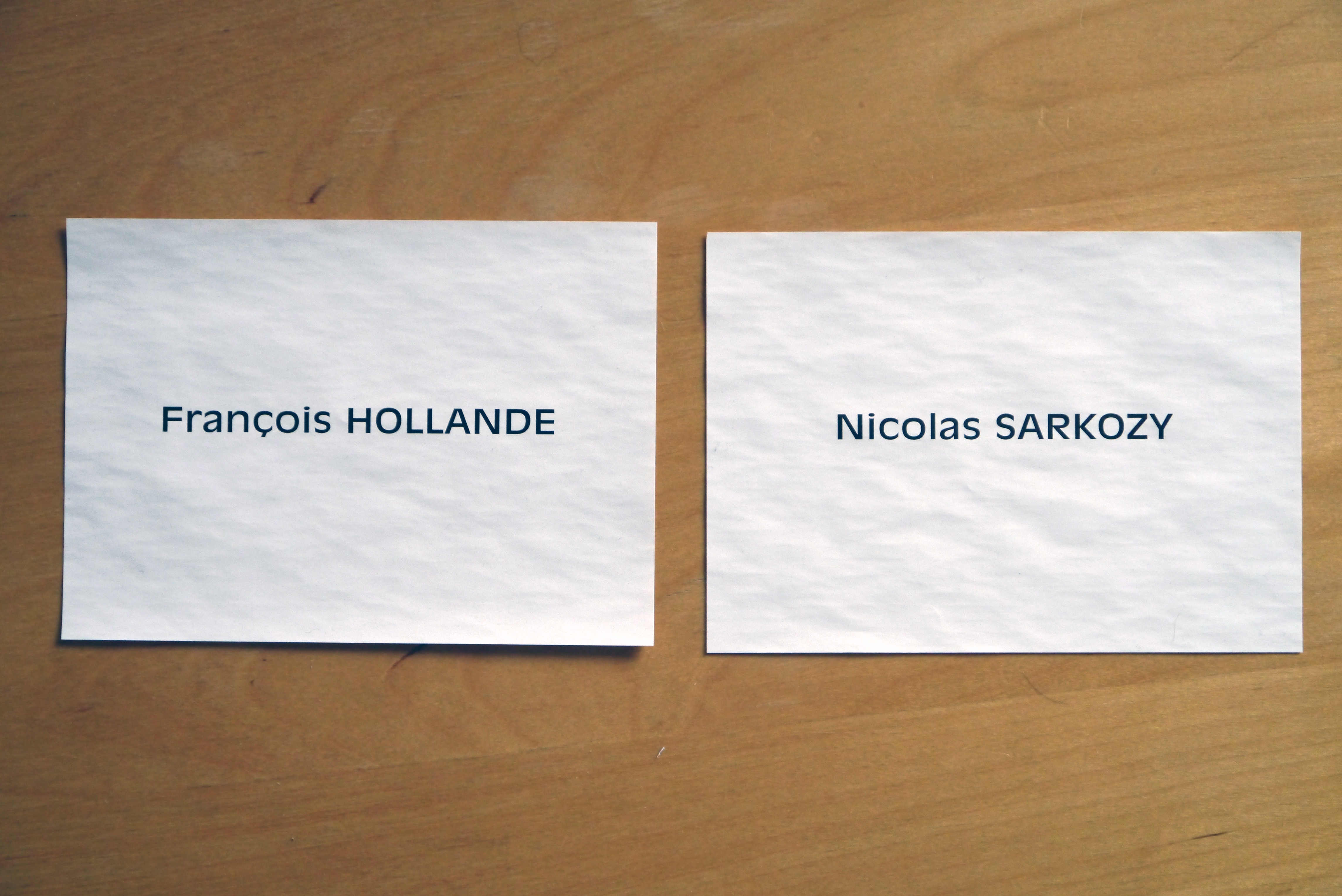

الانتخابات الرئاسية هي انتخابات خاصة برأس الدولة الذي يكون لقبه الرسمي الرئيس.

## الانتخابات حسب الدولة

### ألبانيا
يتم انتخاب رئيس ألبانيا عن طريق البرلمان الألباني الذي ينتخبه الشعب الألباني.

### فرنسا
يقوم الشعب بانتخاب رئيس الجمهورية الفرنسية لمدة خمس سنوات.

### إيران
يقوم الشعب بانتخاب رئيس إيران لمدة أربع سنوات. وقد أجريت أول انتخابات رئاسية في إيران عام 1980، في أعقاب الثورة الإيرانية الإسلامية التي اندلعت عام 1979 والتي أسفرت عن الإطاحة بالنظام الملكي.

### إسرائيل
يقوم الكنيست بانتخاب رئيس إسرائيل لفترة واحدة مدتها سبع سنوات، على الرغم من أن دور الرئيس هو دور شرفي إلى حد كبير حيث تقع السلطة الحقيقية للبلاد في يد رئيس الوزراء.

### أيرلندا
يقوم الشعب الأيرلندي بانتخاب رئيس أيرلندا لمدة سبع سنوات.

### المكسيك
يقوم الشعب بانتخاب رئيس المكسيك لمدة ست سنوات. وقد أجريت أول انتخابات رئاسية في المكسيك عام 1934، بالرغم من أنها قد تعتبر غير ممتثلة للمعايير الدولية حتى عام 1994

### فلسطين
رئيس السلطة الوطنية الفلسطينية هو المنصب السياسي الأعلى رتبة في دولة فلسطين ويقوم الشعب بانتخابه لمدة أربع سنوات.

### الفلبين
الرئيس الفلبيني هو المنصب السياسي الأعلى رتبة في الفلبين ويقوم الشعب بانتخابه لمدة ست سنوات. وكانت الانتخابات الرئاسية الأخيرة هي الانتخابات الرئاسية الفلبينية عام 2010 والتي فاز بها بنينو أكينو الثالث بأغلبية ساحقة ليصبح الرئيس الخامس عشر للبلاد. وستجرى الانتخابات القادمة في عام 2016.

### روسيا
يقوم الشعب بانتخاب رئيس روسيا لمدة ست سنوات. وقد أجريت أول انتخابات رئاسية في روسيا عام 1991 عقب تفكك الاتحاد السوفيتي.

### أوكرانيا
يقوم الشعب بانتخاب رئيس أوكرانيا لمدة خمس سنوات. وقد أجريت أول انتخابات رئاسية في أوكرانيا عام 1991 عقب تفكك الاتحاد السوفيتي.

### جنوب إفريقيا
يتم انتخاب رئيس جمهورية جنوب إفريقيا من قبل الجمعية الوطنية التي ينتخبها شعب جنوب إفريقيا. ويصبح زعيم أكبر حزب منتخب في الجمعية الوطنية رئيسًا لمدة خمس سنوات. وقد أجريت أول انتخابات غير عنصرية عام 1994 للاحتفال بانتهاء الفصل العنصري.

### الولايات المتحدة
تجري الولايات المتحدة انتخابات على مستوى الولاية وعلى المستوى المحلي (من الناحية الفنية، ينتخب المجمع الانتخابي الرئيس؛ ويتم انتخاب الناخبين على مستوى الولاية، وتقرر الانتخابات الرئاسية أي الناخبين من كل ولاية سيحصل على أصواتها). أجريت أول انتخابات رئاسية مسجلة في الولايات المتحدة في الفترة ما بين عامي 1788 - 1789، والتي فاز بها جورج واشنطن.

### فنزويلا
يقوم الشعب بانتخاب رئيس فنزويلا لمدة ست سنوات.

## قائمة بالانتخابات الرئاسية
- الانتخابات في إيران
- الانتخابات في ألبانيا
- الانتخابات في فنزويلا
- الانتخابات في جنوب إفريقيا
- الانتخابات في فرنسا
- الانتخابات في المكسيك
- الانتخابات في الولايات المتحدة
- الانتخابات في جمهورية أيرلندا
- الانتخابات في روسيا
- الانتخابات في أوكرانيا
- الانتخابات في السلطة الوطنية الفلسطينية
- الانتخابات في إسرائيل